# De onberaden wedder
De onberaden wedder is een hoorspelserie naar de roman Bardelys the Magnificent (1906) van Rafael Sabatini. De VARA zond ze uit vanaf zaterdag 26 januari 1957. De regisseur was Jan C. Hubert.

## Delen
- Deel 1: De weddenschap (duur: 26 minuten)
- Deel 2: Marcel de Bardelys, alias René de Lespéron (duur: 30 minuten)
- Deel 3: De Chevalier de St. Eustache (duur: 27 minuten)
- Deel 4: De Chevalier de St. Eustache kreeg een pak slaag (duur: 31 minuten)
- Deel 5: Brief en medaillon (duur: 30 minuten)
- Deel 6: René de Lespéron is niet dood (duur: 27 minuten)
- Deel 7: Gesloten deuren (duur: 29 minuten)
- Deel 8: Een rechtvaardige en een schurk (duur: 28 minuten)
- Deel 9: De Comte de Chatellerault geeft zijn leven (duur: 28 minuten)
- Deel 10: Marcel de Bardelys heeft er genoeg van (duur: 32 minuten)
- Deel 11: Van Lavédan naar Toulouse (duur: 29 minuten)
- Deel 12: De moordenaar de St. Eustache (duur: 37 minuten)

## Rolbezetting
- Bert Dijkstra (markies de Bardelys)
- Han König (graaf de Chatellerault)
- Wam Heskes (Ganymède)
- Wim Kouwenhoven (koning Lodewijk XIII)
- Frans Somers (La Fosse)
- Rien van Noppen (Cazalet)
- Niek van Reesema (Armand de Mironsac)
- Annemarie du Pon-van Ees (Roxalanne de Lavedan)
- Ad Noyons (René de Lespéron)
- Sylvain Poons (Père Abdon, de waard in Mirepoix & Basile)
- Jan Wegter (een luitenant der dragonders)
- Jo Vischer jr. (een sergeant & Anatole)
- Floor Koen (een dragonder & de waard van de Auberge de l’Étoile)
- Gerard Doting (een dragonder)
- Henk Schaer (Jérôme, de Vicomte de Lavédan, vader van Roxalanne)
- Nel Snel (Eugénie, de Vicomtesse)
- Hans Suerink (de Chevalier de St. Eustache)
- Onno Molenkamp (Mironsac de Castelroux, kapitein der dragonders)
- Paul Deen (Stanislas de Marsac)
- Maarten Kapteijn (Monsieur le Garde des Sceaux, de grootzegelbewaarder)
- Dries Krijn (de waard van de Auberge Royale)
- Gerard de Zoete (een officier van de musketiers)
- Tonny Foletta (een onguur individu)

## Inhoud
Het hoorspel speelt zich af in Frankrijk tijdens het bewind van Lodewijk XIII en gaat over een drieste jonge praalhans, Bardelys, wiens seksuele veroveringen legendarisch geworden zijn. Als hij verneemt dat er op z’n minst één lid van Lodewijks hofhouding is dat niet zal vallen voor zijn charmes, wedt onze held dat hij in staat zal zijn om die "ijsprinses" - een koninklijke schoonheid, Roxalanne  de Lavedas - te doen smelten. Maar alvorens hij zijn inspanningen op Roxalanne kan concentreren, stemt Bardelys erin toe enkele belangrijke diplomatieke documenten te bezorgen uit naam van een stervende man, Lespéron. Wanneer blijkt dat Lespéron een verrader van de troon was, wordt Bardelys veroordeeld tot de strop. Onze held tracht wanhopig te ontsnappen aan zijn lot, terwijl Roxalanne zich in tranen voorbereidt om te huwen met de enige man die Bardelys van blaam kan zuiveren…